# Olha Łohinowa
Olha Hermaniwna Łohinowa (ukr. Ольга Германівна Логінова, ros. Ольга Германовна Логинова, Olga Giermanowna Łoginowa, ur. 3 lutego 1966 w Biełoriecku) – ukraińska narciarka alpejska, olimpijka.
Podczas igrzysk w Lillehammer w 1994 roku wzięła udział w pięciu konkurencjach alpejskich. Najlepszy rezultat osiągnęła w kombinacji, zajmując 18. miejsce. Ponadto była 37. w zjeździe i 40. w supergigancie, a w dwóch pozostałych konkurencjach nie została sklasyfikowana – slalomu giganta nie ukończyła, a w slalomie została zdyskwalifikowana.
W swojej karierze startowała w zawodach Pucharu Świata. Raz zdobyła punkty do klasyfikacji generalnej – w lutym 1983 roku w Sestriere zajęła 14. miejsce w kombinacji. Zdobyte w ten sposób dwa punkty dały jej 82. miejsce w klasyfikacji generalnej sezonu 1983/1984 i 33. miejsce w klasyfikacji kombinacji alpejskiej.
W lutym 1983 roku uplasowała się na 14. miejscu w slalomie na mistrzostwach świata juniorów w Sestriere.